# Black Ascot
Black Ascot var en blogg som under våren 2009 var en av Sveriges mest lästa bloggar[källa behövs]. Författaren, den fiktiva tonåringen Erika Ascot, skrev om sin självdestruktiva livsstil, om mode och litteratur. Många spekulerade i vem Erika egentligen var, tills det visade sig att bloggen egentligen var en PR-kampanj för Malmö Operans uppsättning av Samuel Barbers 1950-talsopera "Vanessa".